# Bolgar Buttress
Bolgar Buttress (englisch; bulgarisch рид Болгар rid Bolgar) ist ein 1500 m hoher, vereister und gebirgskammähnlicher Berg an der Nordenskjöld-Küste des Grahamlands auf der Antarktischen Halbinsel. An der Südostseite des Detroit-Plateaus ragt er 4,1 km südwestlich des Zasele Peak, 12,15 km nördlich bis westlich des Dolen Peak, 5,15 km nordöstlich des Kopriva Peak und 27,95 km südsüdöstlich des Volov Peak zwischen den oberen Abschnitten des Pyke- und des Albone-Gletschers auf. Seine West-, Süd- und Osthänge sind steil und teilweise unvereist.
Die bulgarische Kommission für Antarktische Geographische Namen benannte ihn 2011 nach der heute zu Russland gehörenden Stadt Bolgar, Hauptstadt der Wolgabulgaren zwischen dem 8. und 15. Jahrhundert.